# Brendan Schaub
Brendan Schaub, född 18 mars 1983, är en amerikansk före detta mixed martial arts-utövare och före detta professionell amerikansk fotbollsspelare som tävlade i Ultimate Fighting Championships (UFC) tungviktsdivision.

## Biografi
Under sin karriär som amerikansk fotbollsspelare spelade han i Utah Blaze i Arena Football League och var även med i NFL-laget Buffalo Bills träningstrupp. År 2008 började han tävla inom MMA och under 2009 kom han tvåa i den tionde säsongen av UFC:s realityserie The Ultimate Fighter efter att ha förlorat finalen mot Roy Nelson.
Under MMA-karriären har han bland andra besegrat Gabriel Gonzaga och Mirko "Cro Cop" Filipović.
Schaub mötte Travis Browne på UFC 181 den 6 december 2014. Efter att ha förlorat mot Browne avslutade Schaub sin MMA-karriär 2015.

## Tävlingsfacit
| Resultat | Facit | Motståndare              | Metod                       | Event                          | Datum             | Rond | Tid  | Plats                               | Noteringar                                   |
| Förlust  | 10–5  | Travis Browne            | TKO (slag)                  | UFC 181                        | 6 december 2014   | 1    | 4:50 | Las Vegas, Nevada, USA              |                                              |
| Förlust  | 10–4  | Andrei Arlovski          | Domslut (delat domslut))    | UFC 174                        | 14 juni 2014      | 3    | 5:00 | Vancouver, British Columbia, Kanada |                                              |
| Vinst    | 10–3  | Matt Mitrione            | Teknisk submission (D'Arce) | UFC 165                        | 21 september 2013 | 1    | 4:06 | Toronto, Ontario, Kanada            |                                              |
| Vinst    | 9–3   | Lavar Johnson            | Domslut (enhälligt)         | UFC 157                        | 23 februari 2013  | 3    | 5:00 | Anaheim, Kalifornien, USA           |                                              |
| Förlust  | 8–3   | Ben Rothwell             | KO (slag)                   | UFC 145                        | 21 april 2012     | 1    | 1:10 | Atlanta, Georgia, USA               |                                              |
| Förlust  |       | Antônio Rodrigo Nogueira | KO (slag)                   | UFC 134                        | 27 augusti 2011   | 1    | 3:09 | Rio de Janeiro, Brasilien           |                                              |
| Vinst    | 8–1   | Mirko Filipović          | KO (slag)                   | UFC 128                        | 19 mars 2011      | 3    | 3:44 | Newark, New Jersey, USA             | Knockout of the Night                        |
| Vinst    | 7–1   | Gabriel Gonzaga          | Domslut (enhälligt)         | UFC 121                        | 23 oktober 2010   | 3    | 5:00 | Anaheim, Kalifornien, USA           |                                              |
| Vinst    | 6–1   | Chris Tuchscherer        | TKO (slag)                  | UFC 116                        | 3 juli 2010       | 1    | 1:07 | Las Vegas, Nevada, USA              |                                              |
| Vinst    | 5–1   | Chase Gormley            | TKO (slag)                  | UFC Live: Vera vs. Jones       | 21 mars 2010      | 1    | 0:47 | Broomfield, Colorado, USA           |                                              |
| Förlust  | 4–1   | Roy Nelson               | KO (slag)                   | The Ultimate Fighter 10 Finale | 5 december 2009   | 1    | 3:45 | Las Vegas, Nevada, USA              | Förlorade finalen av The Ultimate Fighter 10 |
| Vinst    | 4–0   | Bojan Spalević           | TKO (slag)                  | ROF 34: Judgment Day           | 12 april 2009     | 1    | 0:52 | Broomfield, Colorado, USA           |                                              |
| Vinst    | 3–0   | Alex Rozman              | TKO (slag)                  | ROF 33: Adrenaline             | 10 januari 2009   | 1    | 1:27 | Broomfield, Colorado, USA           |                                              |
| Vinst    | 2–0   | Johnny Curtis            | TKO (knäskada)              | UWC: Confrontation             | 11 oktober 2008   | 1    | 1:07 | Fairfax, Virginia, USA              |                                              |
| Vinst    | 1–0   | Jay Lester               | TKO (slag)                  | ROF 32: Respect                | 13 juni 2008      | 1    | 0:30 | Broomfield, Colorado, USA           |                                              |

### Webbkällor
- ”Brendan Schaub MMA Record”. sherdog.com. http://www.sherdog.com/fighter/Brendan-Schaub-33926. Läst 25 augusti 2011.

### Fotnoter
1. ↑  Lindsey, Alex (31 maj 2021). ”Brendan Schaub Promoted To BJJ Black Belt”. Jits Magazine. https://jitsmagazine.com/brendan-schaub-promoted-to-bjj-black-belt/. Läst 14 oktober 2023.
2. ↑  ”Introducing “The Ultimate Fighter Heavyweights”: Brendan Schaub”. fightmagazine.com. Arkiverad från originalet den 23 augusti 2011. https://web.archive.org/web/20110823052355/http://news.fightmagazine.com/introducing-the-ultimate-fighter-heavyweights-brendan-schaub-1272/. Läst 25 augusti 2011.
3. ↑  ”The Ultimate Fighter 10 Finale draws 1,791 attendees for $503,600 gate”. mmajunkie.com. Arkiverad från originalet den 25 maj 2012. https://archive.is/20120525164447/http://mmajunkie.com/news/17252/the-ultimate-fighter-10-finale-draws-1791-for-503600-gate.mma. Läst 25 augusti 2011.
4. ↑  ”Brendan Schaub möter Travis Browne”. http://www.kimura.se/ufc-181-travis-browne-moter-brendan-schaub/. Läst 9 september 2014.
5. ↑  Bohn, Mike (10 oktober 2015). ”UFC's Brendan Schaub makes decision to stop fighting...”. mmajunkie.com. Arkiverad från originalet den 11 oktober 2015. https://web.archive.org/web/20151011074338/http://mmajunkie.com/2015/10/ufcs-brendan-schaub-makes-decision-to-stop-fighting-i-wont-do-the-game-a-disservice. Läst 10 oktober 2015.